# Derodontus esotericus
Derodontus esotericus är en skalbaggsart som beskrevs av Lawrence 1979. Derodontus esotericus ingår i släktet Derodontus och familjen barrlusbaggar. Inga underarter finns listade i Catalogue of Life.